# Patricia Herrera Fernández
Patricia Herrera Fernández (Madrid, 9 de febrer de 1993) és una jugadora de waterpolo espanyola. És campiona d'Europa amb la selecció espanyola en categoria absoluta i campiona del món en categoria júnior i absoluta.

## Trajectòria
Internacional absoluta amb la selecció espanyola des de l'any 2012, amb la qual ha obtingut la medalla d'or al Campionat del Món de Barcelona 2013 i la medalla d'or en el Campionat d'Europa de Budapest 2014. Amb la selecció sub-20, es va proclamar també campiona del món al Campionat del Món Júnior de Trieste 2011 i subcampiona del món en el Campionat del Món Júnior de Volos 2013.
Va començar nedant en l'A.R. Concepcion i la van convèncer per provar el waterpolo. La temporada 2007/208 fitxa pel Club Natació Moscardó, en el qual actualment milita.

## Clubs
- A.R Concepción (2004-2007)
- Club Natació Moscardó (2007-)

## Palmarès

### Selecció espanyola absoluta
- Medalla d'or en el Campionat del Món de Barcelona 2013
- 5a en la Super Final de la Lliga Mundial de Pequín 2013
- 5a en els Campionat d'Europa d'Eindhoven 2012
- 5a en la Super Final de la Lliga Mundial de Kunshan 2014
- Medalla d'or en el Campionat d'Europa de Budapest 2014
- Medalla de bronze en la Copa Mundial de Waterpolo FINA 2014

### Selecció espanyola júnior
- Medalla de plata al Campionat del Món Júnior a Volos 2013
- 5a al Campionat d'Europa Júnior a Txeliàbinsk 2012
- Medalla d'or en el Campionat del Món Júnior a Trieste 2011
- Medalla de plata en el Campionat d'Europa Júnior en Dniprodzerjinsk 2010
- 8a al Campionat del Món Júnior a Khanti-Mansisk 2009
- 5a al Campionat d'Europa Júnior a Győr 2008